# Attagenus wollastoni
Attagenus wollastoni (Mroczowsky, 1964), es una especie de coleóptero de la familia Dermestidae.

## Distribución geográfica
Es endémico de las islas Canarias (endemismo de las islas centrales y occidentales.